# Johann Hermann Riedesel zu Eisenbach
Freiherr Johann Hermann Riedesel zu Eisenbach (* 10. November 1740 in Höllrich bei Gemünden/Main; † 19. September 1785 in Hietzing bei Wien) war preußischer Diplomat und Antikenreisender.

## Herkunft
Seine Eltern waren der preußische Generalleutnant Johann Volprecht Riedesel zu Eisenbach (1696–1757) und dessen Ehefrau Caroline Elisabeth Dorothea Schenk zu Schweinsberg (1717–1786).

## Leben
Er erhielt seine Schulbildung von Hauslehrer und studierte von 1758 bis 1760 Jura in Erlangen. Da er wegen körperlicher Mängel nicht Offizier werden konnte, ging er auf eine Grand Tour. Er kam 1761 nach Paris und beschloss die Antike zu erkunden. Er traf 1763 in Rom den Archäologen Winckelmann, der ihn in seine wissenschaftliche Methodik einführte. Riedesel reiste 1767 mit dem italienischen Archäologen Ignazio Paternò Castello, Principe di Biscari (1722–1786) und Winckelmann nach Unteritalien und Sizilien. Riedesel führte dabei ein Reisetagebuch, das Winckelmann 1771 (ohne Wissen von Riedesel) herausgab. Anschließend wurde das Mittelmeer bereist: Levante, Kleinasien, die Türkei und Griechenland, danach Spanien und Portugal. Danach reiste er über Frankreich, England, Schottland, Irland, Frankreich, Belgien und die Niederlande nach Preußen. Riedesel ging in preußische Dienste und wurde 1772 königlich preußischer Kammerherr. Er wurde 1773 als preußischer Gesandter an den Wiener Hof geschickt. Im Jahr 1779 wurde er bevollmächtigter Minister auf dem Teschener Friedenskongreß, wo der Bayerische Erbfolgekrieg zwischen Preußen und Österreich verhandelt wurde. Er kehrt 1779 nach Wien zurück und starb an den Folgen eines Reitunfalls.

## Familie
Riedesel heiratet 1778 in Berlin Charlotte Marianne von Beeren († 1817). Das Paar hatte mehrere Kinder:
- Johann Hermann (Jeannot) (1782–1842), Vizepräsident der Ersten Kammer der Landstände des Großherzogtums Hessen ⚭ Freiin Karoline Wilhelmine von Steube (1788–1865)
- Caroline Friederike Louisa (1784–1857) ⚭ Georg Riedesel zu Burg-Lauterbach (1785–1854), Landmarschall des Großherzogstums Sachsen

### Werke
- 1771, „Reise durch Sizilien und Großgriechenland“ Digitalisat
- 1774, „Bemerkungen auf einer reise nach der Levant“ Digitalisat

Das Buch wurde von Johann Wolfgang von Goethe sehr geschätzt, der 1786 seine eigene Italienische Reise unternahm.